# Kult
Kult je označení pro určité pojetí vztahu člověka k bohu, člověku, bytosti či předmětu, které se projevuje jeho velebením,  uctíváním nebo zbožněním toho, co boha představuje, symbolizuje. Předmět kultu se stává idolem = modlou, kult se pak stává modloslužebnictvím – idolatrií.  Znamená službu člověka bohu, místu, svatyni, jinému člověku, atp.
Slovo kult vzniklo z latinského slova cultus což znamená uctívání, péče či kultivace, někteří odborníci se domnívají, že vznik tohoto slova je odvozen od colere což v latině znamená pěstovat.
V tradičním pojetí tohoto slova stojí kult mimo mýty,  náboženství, teologii, nebo i osobní víru. Jedná se o pojem, který vyjadřuje určitou náboženskou praxi jako celek. Zachování této praxe vůbec nic neznamená, je považováno za standard, ale z jejího nezachování plyne stav, který z hlediska dané víry vede k bezbožnosti.

## Vznik a vývoj kultu
U některých náboženství či sekt lze doložit, že podnětem k jejich vzniku byl nějaký kult. Cargo kult ukazuje na možný mechanismus vzniku kultu. Neexistuje nějaká obecná rovnice na chování kultu, přesto lze tvrdit, že při delším zachování kultu vznikají rituály a ceremonie. Ty pak sehrají důležitou roli při vzniku či udržování náboženství (kultury). Typickým příkladem takového chování jsou modlitby (nikoli však akt modlení se), často oběť, nebo její náhražka. Dalším projevem kultu jsou umělecká díla (obrazy, sochy atp.), ikony na počest daného božstva.

## Náplň kultu
Kult se vztahuje k bytosti lidské či mytické, zvířeti (kult hadů), místu, rostlině, atp. Kult mytických osob reprezentují v historii starověké kulty, například řecké hrdinské kulty nebo kult svatých v rámci náboženství. Tím do náboženství vstupuje prvek, který žije vlastním životem, má s ním shodný základ, ale další vývoj může vést až k rozštěpení náboženství. Kult jako takový je nepřizpůsobivý a velmi stálý, proto je dané náboženství na takové situace nuceno reagovat na takovéto podněty. Někdy je oficiální část náboženství nucena riskovat střet s kultem. Jelikož kult nemá žádné zástupce, pouze vyznavače je tento střet z pohledu náboženství velmi komplikovaný a riskantní.
U méně kompaktních náboženství (zpravidla s náboženství s velkým počtem bohů) vznikají kulty jednotlivých bohů (např. slunečních), které pak při určitém množství vyznavačů destabilizují církev a vytváří vlastní náboženství, které se prolíná s náboženstvím původním. Na takovém principu bylo založeno např. egyptské náboženství, kde díky těmto jevům došlo ke značné rozporuplnosti jednotlivých center, centra se pak věnují obhajobě své teze proti tezím ostatním, což vede k obrovské složitosti daného náboženství.
Poměrně specifickým kultem je kult mrtvých, který se vyskytuje prakticky napříč kulturami, kdy u vyspělejších náboženství je tento kult více potlačen a stává se obsahem a součástí náboženství.

## Posun ve významu slova
Ve 20. století se objevil i obrat kult osobnosti, který nevzniká na základě náboženství, ale na politických principech, kdy si politik, zpravidla diktátor, vynucuje jakési „zbožštění“ své osobnosti. Stává se pak centrem všeho dění a je oslavován jako ideál dobra. Ke zrodu kultu osobnosti však dochází až tehdy, pokud si kult najde své početné vyznavače, k čemuž může dojít častokrát samovolně, bez donucení. Výraz kult osobnosti použil poprvé pravděpodobně Nikita Sergejevič Chruščov ve své tajné řeči, kdy takto označil období Stalinovy vlády. Se Stalinem bývá toto označení spojováno nejčastěji. Výklad tohoto pojmu je poměrně široký (více pod heslem kult osobnosti).
Dále se tohoto slova začalo využívat pro zlomové knihy, audiovizuální díla, výtvarná díla, hudební skladby nebo nahrávky atp., které významným způsobem ovlivnily nějakou část populace či umění. Taková díla pak nazýváme kultovní (mimořádně uctívaná).